# Alexander Sutherland Neill
Alexander Sutherland Neill (Forfar, Angus, 17 de outubro de 1883 – Aldeburgh, Suffolk, 23 de setembro de 1973) foi um educador e escritor escocês, fundador da escola Summerhill.
Ficou famoso por defender a liberdade das crianças na educação escolar e por ser pioneiro na aplicação teórica da gestão democrática nas escolas.
No campo da Educação, Neill desconstrói as supostas “verdades” que formavam parte do quadro de valores da época quando despreza a visão cientificista de origem positivista que exalta a primazia do(s) método(s) de ensino cartesiano na formação do indivíduo por este esquecer-se de dar valor à sensibilidade e aos afectos, condutores da felicidade do indivíduo enquanto aprendiz.

## Biografia
Filho de uma numerosa família, seu pai, um mestre-escola duma zona rural, usava um bastão de ferro para disciplinar a classe. Apesar disso não fez o curso secundário no período regular como seus sete irmãos. Tímido e pouco amigo dos livros, adorava trabalhar com as mãos. Mesmo assim, trabalhou um tempo como auxiliar do seu pai e aos 25 anos de idade foi para a Universidade de Edimburgo onde se graduou em Inglês, e foi editor de arte de uma revista em Londres.
Em 1914, se tornou diretor de uma pequena escola em Gretna Greem e lá escreveu A Dominie Log (Diário de um Mestre-Escola), o seu primeiro livro. Já nessa publicação, manifesta seu descontentamento com a escola tradicional.
Em 1917 visitou Little Commonwealth, uma instituição para jovens delinqüentes que funcionava com base no princípio do autogoverno ou autogestão. Homer Lane, que coordenava o reformatório, introduziu-lhe dois elementos que foram essenciais em sua prática pedagógica: o autogoverno e a importância do bem-estar emocional das crianças.
Com o fim da Primeira Guerra Mundial, deu aulas em King's Alfred, um colégio londrino considerado progressista, mas não pôde fazer grandes transformações no ensino.
É aí que em Agosto de 1921 resolve fundar a International School, que mudou de sede por algumas vezes até se estabelecer num casarão de estilo vitoriano em Leiston, condado de Suffolk, a 160 quilômetros de Londres, passando então a se chamar definitivamente até hoje Summerhill School.
Casou duas vezes. Sua segunda mulher, Ena Wood Neill, administrou Summerhill junto com ele por algumas décadas até que a filha do casal, Zoe Readhead, assumiu o cargo.

## Summerhill
Na área da educação, o educador britânico Homer Lane foi a principal influência de Neill. Ele também era um grande admirador e amigo do psicanalista Wilhelm Reich e se dedicava aos estudos da teoria freudiana.
O autor acreditava que a felicidade é fundamental para o desenvolvimento das crianças e que essa felicidade tem origem num senso de liberdade das mesmas. Para ele, as escolas tradicionais privam de liberdade seus alunos e as consequências da infelicidade vivida pelas crianças reprimidas estão na origem da maioria dos problemas psicológicos da vida adulta.
A fundação de Summerhill deu formato as propostas pedagógicas de Neill, distintas da linha hegemônica da época. Sustentava que os jovens devem ser estimulados a aprender em um ambiente de liberdade e de responsabilidade.
Seus princípios se opunham até às propostas da Escola Nova, considerada de vanguarda. Segundo ele, ela propunha mudanças didáticas mas não fazia ainda referência a modificações na sociedade como gostaria que acontecesse. Isso porque achava que os distintos representantes do referido novo movimento escolar se equivocavam ao desenvolver métodos elaborados que se preocupam primordialmente com o desenvolvimento cognitivo do ser humano, deixando de lado aquilo que para ele era o mais importante, ou seja, a dimensão afectiva. Portanto, ele não só rompe com a divisão cartesiana corpo e mente, intelecto e emoções, como ele despreza os métodos (da maneira como eram concebidos teoricamente) por completo em sua escola. Segundo Neill, a única maneira de se conceber a educação era pensá-la como uma etapa essencial e favorável à formação de seres humanos felizes.
Influenciado pelo pós-I Guerra Mundial, o autor parte do princípio de que a humanidade está doente e essa doença decorre do tratamento repressivo que as crianças recebem. Responde a isso afirmando que toda criança tem direito à liberdade e que um grupo de crianças se autorregula, estabelecendo em conjunto as próprias normas.  "Para resumir, meu ponto de vista é que a educação sem liberdade resulta numa vida que não pode ser integralmente vivida. Tal educação ignora quase inteiramente as emoções da vida, e porque essas emoções são dinâmicas, a falta de oportunidade de expressão deve resultar, e resulta, em insignificância, em fealdade, em hostilidade. Apenas a cabeça é instruída. Se as emoções tivessem livre expansão, o intelecto saberia cuidar de si próprio." (NEILL, 1963, p. 93)
Em Summerhill, as crianças não são obrigadas a assistir as aulas e, além disso, as decisões da escola são tomadas em assembléias onde todos votam, incluindo professores, alunos e funcionários. Para o autor, a experiência nessa escola mostrou que, sem a coerção das escolas tradicionais, os estudantes orientam sua aprendizagem através do seu próprio interesse, ao invés de orientar pelo que lhe é imposto.
Neill acreditava que as crianças eram naturalmente sensatas, realistas, boas e criativas. Quando educadas sem interferências dos mais velhos, seriam capazes de se desenvolver de acordo com sua capacidade, seus limites e seus interesses, sem nenhum tipo de trauma. "Toda e qualquer interferência por parte dos adultos só as torna robôs", afirmava. As intervenções, segundo ele, roubavam a alegria da descoberta e a autoconfiança necessária para a superação de obstáculos, causando sentimentos de inferioridade e dependência, duas fortes barreiras para a felicidade completa.
Assim na sua escola, nenhum adulto tem mais direitos que uma criança, todos tem direitos iguais. Nesse sentido o autor destaca a diferença entre os conceitos de liberdade e licença. Para Neill todos devem ser livres, porém isso não implica numa liberdade sem limites. Ninguém tem licença para interferir no espaço de outra pessoa e, ao mesmo tempo, todos têm total liberdade para fazerem o que quiserem no que disser respeito a si próprio. Por isso que ninguém deve determinar quais aulas uma criança deve freqüentar. Mas, ao mesmo tempo, ninguém tem direito de atrapalhar uma atividade coletiva.  Liberdade não pode significar direito de fazer o que bem quiser a hora que quiser. Excesso de liberdade se transforma em licenciosidade.
Neill criticava a escola tradicional também por enfatizar demais o lado racional das pessoas, em detrimento do lado emocional. Nesse sentido, em sua escola o teatro, a dança, os trabalhos manuais, ganham um destaque grande frente às disciplinas tradicionais. As aulas das matérias convencionais existem, mas não são o centro da escola.
Como diretor, ele dava aulas de álgebra, geometria e trabalhos manuais. Geralmente dizia que admirava mais aqueles que possuíam habilidades para o trabalho manual do que aqueles que se restringiam ao trabalho intelectual. Durante um período trabalhava individualmente com alguns alunos numa espécie de sessão de terapia. Após algum tempo abandonou esse trabalho individual, pois concluiu que com as sessões ou sem os alunos resolviam seus problemas de qualquer forma. A liberdade era a responsável por isso.

## Obras
- 1960: Liberdade sem medo (Summerhill: A Radical Approach to Child Rearing)
- 1966: Liberdade sem excesso (Freedom - Not License!)
- 1967: Liberdade, Escola, Amor e Juventude (Hearts Not Heads in the School, 1945)
- 1967: Liberdade no lar (The problem family, 1949)
- 1967: Liberdade na escola (Talking of Summerhill)

## Como citar as obras
- NEILL, A. S. (1945) Liberdade, Escola, Amor e Juventude. (Hearts Not Heads in the School). 1ª edição (1967) São Paulo: IBRASA).
- NEILL, A. S. (1960) Liberdade sem medo. 1ª edição (1963) São Paulo: IBRASA,
- NEILL, A. S. (1966) Liberdade sem Excesso. (Freedom - Not License!). 1ª edição (1966) São Paulo: IBRASA.